# Halász Aranka
Halász Aranka (Dorog, 1944. március 24. –) magyar színésznő, szinkronszínész.

## Életpálya
Az 1968-as Táncdalfesztiválon az Egy régi monda című számot énekelte, melynek szerzői: Bágya András és G. Dénes György voltak. A Fővárosi Operettszínház Stúdiójában végzett 1969-ben.
1970-től egy-egy évadot Brüsszelben a Manhattan Színházban, és Debrecenben a Csokonai Színházban játszott. 1972-től 1995-ig a Fővárosi Operettszínház tagja volt. 1986-tól a társulattal számos külföldi turnén vett rész, német és magyar nyelvű előadások szereplőjeként. 1993-tól a Művészház Kft. Magánszínházi Társulás tagja, illetve szabadfoglalkozású színművésznő.
Játszott többek között a Békéscsabai Jókai Színházban, a Gyulai Várszínházban és a Karinthy Színházban és a Turay Ida Színház is. Továbbra is szabadúszó, jelenleg a Rátonyi Róbert Színház előadásaiban szerepel, emellett szinkronizál.
Fia: Kokas Ferenc közgazdász, lánya: Kokas Piroska színésznő.

## Színházi szerepeiből
- Leonard Bernstein: West Side Story (musical)...Rosalia (Főváros Operettszínház, 1969. szeptember 27.)
- Csemer Géza – Szakcsi Lakatos Béla: Piros karaván...Iboly (Fővárosi Operettszínház)
- John Kander – Fred Ebb: Kabaré...Schneider kisasszony (Fővárosi Operettszínház)
- John Kander – Fred Ebb – Bob Fossey: Chicago...Morton mama (Fővárosi Operettszínház)
- Jacques Offenbach: Orfeusz az alvilágban...közvélemény (Fővárosi Operettszínház)
- Wolfgang Amadeus Mozart: Figaro lakodalma...Marcellina (Fővárosi Operettszínház)
- Alan Jay Lerner – Frederick Loewe: My Fair Lady...Pearce-né (Fővárosi Operettszínház)
- Molnár Ferenc – Richard Rodgers – Oscar Hammerstein: Carousel...Mrs. Mullin (Fővárosi Operettszínház)
- Gáspár Margit: Az állam én vagyok...Babette (Fővárosi Operettszínház)
- Csiky Gergely -Fényes Szabolcs: A nagymama...Galambosné (Fővárosi Operettszínház)
- Jerry Bock – Sheldon Hernick: Hegedűs a háztetőn...Cejtel; Golde (Fővárosi Operettszínház)
- Dale Wasserman – Mitch Leigh – Joe Darion:: La Mancha lovagja...Házvezetőnő (Fővárosi Operettszínház)
- Lehár Ferenc: Cigányszerelem...Berta; Julcsa, dajka (Fővárosi Operettszínház)
- Lehár Ferenc: A mosoly országa...Hardeggné (Békéscsabai Jókai Színház)
- Kálmán Imre: Marica grófnő...Bozsena hercegnő (Fővárosi Operettszínház)
- Kálmán Imre: Marica grófnő...Lotti néni (Turay Ida Színház)
- Kálmán Imre: Girkuszhercegnő...Carla Schlumberger (Fővárosi Operettszínház)
- Kálmán Imre: Cigányprímás...Grófnő (Békéscsabai Jókai Színház) (Gyulai Várszínház)
- Ábrahám Pál: Bál a Savoyban...René (Békéscsabai Jókai Színház)
- Schönthan testvérek – Kellér Dezső – Horváth Jenő – Szenes Iván: A szabin nők elrablása...Róza (Fővárosi Operettszínház)
- Stanislaw Wyspianski: Magyar menyegző...Fruzsina (a bíró felesége) (Békéscsabai Jókai Színház)
- Jean Poiret: Őrült nők ketrece...Barchet asszony (Karinthy Színház)
- William Somerset Maugham – Nádas Gábor – Szenes Iván: Imádok Férjhez menni...Montmorency kisasszony (Karinthy Színház)
- Huszka Jenő – Martos Ferenc: Lili bárónő...Illésházy Agatha grófnő (Turay Ida Színház)
- Huszka Jenő: Lili bárónő...Illésházy Ágota (Budafok- Tétény Baráti Körök Egyesülete)
- Kocsák Tibor – Miklós Tibor: Nana...Lerat asszony; Gaga (Rock és Musical Színház)
- Georges Feydeau – Szentirmai Ákos – Bradányi Iván: Osztrigás Mici...De Valmonté hercegnő (Turay Ida Színház)
- Pozsgai Zsolt Holle anyó...Holle anyó (Turay Ida Színház)
- Robert Thomas: Nyolc nő...Augustine (Gaby nővére) (Turay Ida Színház)
- Hámos György – Vajda Anikó: Mici néni két élete...Rózsi (Mici néni barátnője) (Turay Ida Színház)
- Gárdonyi Géza: Hosszúhajú veszedelem...Mama; Vénasszony; Anya; Hölgy (Turay Ida Színház)
- Molnár Ferenc: A doktor úr...Marosiné (Turay Ida Színház)
- David Thompson – Norman L. Martin – John Kander – Fred Ebb: Nercbanda:...Gertrude / Gert / Appleby (Karinthy Színház)
- Szirmai Albert–Bakonyi Károly: Mágnás Miska (operett) – Nagymama[1] (
- Jacobi Viktor : Sybill, nagyoperett – Szobalány[2]

## Vendégfellépések
A Fővárosi Operettszínház társulatával 1986-tól évente, – turnék, német és magyar nyelven, az alább felsorolt országokban:
- USA
- Kanada
- Japán
- Ausztria
- Németország
- Svájc
- Olaszország

## Filmográfia
Az alábbi filmekben illetve tv-játékokban szerepelt:
- Sybill (Zenés Tv-színház, 1980)
- Fortunato dala (Zenés Tv-színház, 1984)
- Alfred (svéd filmdráma, 1995)
- Egy szavazat (rövidfilm, 2006)
- Az unoka (2022)

## Szinkronszerepei

### Filmek, rajzfilmek
- 101 kiskutya – Szörnyella de Frász (2. magyar változat, 1995-ben)
- A kis hercegnő
- Átkozott boszorkák
- Bridget Jones naplója
- Bridget Jones: Mindjárt megőrülök!
- Büszkeség és balítélet
- Cindy meséi – Özvegyasszony
- Coco – Abuelita
- Egérmese – Mrs. Mousekewitz
- Egérmese 2. – Egérkék a Vadnyugaton – Mrs. Mousekewitz
- Encanto – Abuela Alma Madrigal
- Folytassa, Emmanuelle – Mrs. Valentine (Beryl Reid)
- Itália csókja
- Mansfield Park
- Robin Hood – Kodács
- Szives színes bocsok – Rész szív bocs / Osztozó bocs / Szörpike bocs ( mindegy, milyen név adjon neki )
- Tom Sawyer kalandjai – Özvegy Douglasné (2. magyar változat, 2011-ben)
- Tomi a vulkánszigeten – Pókanyó
- Vaiana – Tala nagyi
- Vámpírok Havannában

### Sorozatok és rajzfilmsorozatok
- Álom és szerelem – Rosamunde Pilcher: Nyárvég (Mrs. Bailey – Lola Müthel) (1995) (magyar bemutató: 2010)
- A prófécia
- Andor – Eedy Karn (Kathryn Hunter)
- Az ígéret
- Az ítélet család
- Balfék körzet
- Candy
- Central Park West
- Erdészház Falkenauban
- Everwood
- Kalandok vára
- Littlest Pet Shop – Mrs. Anna Twombly
- Marichuy – A szerelem diadala
- Miért éppen Alaszka?
- Mike és Molly – Peggy
- NCIS: Los Angeles
- Nils Holgersson csodálatos utazása a vadludakkal – Gereben
- Rosalinda
- Hupikék törpikék 2021 - Banyuci
- Rubí, az elbűvölő szörnyeteg – Lola néni
- Sam és Cat – Nana
- Szentek kórháza
- Szívtipró gimi
- Született feleségek – Stella Wingfield
- Te szent ég!
- Testvérek
- True Blood – Inni és élni hagyni
- Vágom a pasid!
- Archer – Malory Archer
- Castle – Martha Rodgers, Richard Castle édesanyja (Susan Sullivan)

### Narrációk
- Amerika csillagai (Viasat3)

## CD-k és hangoskönyvek
- Illyés Gyula: Háromszor hét magyar népmese